# Portico di Pompeo
Il Portico di Pompeo (in latino Porticus Pompeia, noto anche come Ambulatio Magni e Hecatostylon/Hecatostylum, cioè "[portico] delle cento colonne") era un ampio quadriportico situato subito dietro alla frons scaenae del teatro di Pompeo, nell'antica città di Roma. Racchiudeva un grande giardino pubblico molto apprezzato e frequentato.
Il portico fu completato nel 62 a.C.  e fu in uso per parecchi secoli.
I porticati comprendevano arcate e gallerie, in cui erano esposti sculture e dipinti raccolti nel corso degli anni durante le campagne militari condotte da Gneo Pompeo Magno.
Nel corso degli anni, nelle gallerie e nelle arcate sorsero numerose botteghe.
Per il fatto che il livello del suolo si innalzava costantemente a seguito delle inondazioni del Tevere, parecchi elementi architettonici originali furono riutilizzati dai proprietari delle botteghe per decorare le loro strutture edificate a livelli superiori.
Parecchie di queste botteghe esistono tuttora e frammenti del vecchio teatro e del portico possono essere osservati inglobati nelle murature di questi edifici.

## Storia
A cavallo tra I secolo a.C. e I secolo d.C., l'antica città di Roma possedeva percorsi coperti, giardini pubblici e grandi piscine e fontane.
I cittadini potevano muoversi per la città lungo questi porticati, protetti dal sole e dalla pioggia.
Il primo e più celebre fra i giardini pubblici era situato all'interno del quadriportico che Pompeo edificò a fianco del teatro che portava il suo nome.
Pompeo, impressionato o ispirato da quello che vide durante gli anni trascorsi viaggiando e combattendo per Roma, fece ritorno con il desiderio di edificare un monumento che lo celebrasse più grande di tutti quelli edificati fino ad allora. Fece così costruire un teatro, un portico e una curia, realizzando un complesso enorme che fu simbolo della cultura romana per parecchi secoli e fu preso a modello in tutto il territorio dell'Impero.

## Architettura
L'ingresso al complesso del teatro avveniva dagli accessi posti ai lati della Curia di Pompeo.
Si guidava così lo sguardo del visitatore, lungo l'area del giardino interno, direttamente alla strada principale (regia), alla scena del teatro e su fino al tempio di Venere Vincitrice.
Questa linea di osservazione fu interrotta in maniera definitiva nel 32 a.C., quando Augusto fece edificare una scaena in pietra.
| Planimetria del Campo Marzio meridionale |
| --- |
| Tevere Navalia Circus Flaminius Teatro di Marcello T. di Diana T. della Pietà T. di Giano T. di Giunone T. di Spes Tempio di Bellona Tempio di Apollo Sosiano Tempio di Giove Statore Tempio di Giunone Regina Portico d'Ottavia Portico di Filippo T. d'Ercole Portico d'Ottavio Teatro di Balbo Crypta Balbi Portico di Minucio T. delle Ninfe Diribitorium T. di Giuturna T. della Fortuna T. di Feronia T. dei Lari Permarini Curia di Pompeo Portico di Pompeo Teatro di Pompeo Tempio di Venere Vincitrice Templi di Marte e Nettuno Santuario di Ercole Magnus Custos Tempio di Castore e Polluce Ponte Fabricio Isola Tiberina Porticus Maximae T. di Vulcano Porticus Divorum Villa Publica Hecatostylum T. della Fortuna equestre Anfiteatro di Statilio Tauro (?) |